# South Congaree
South Congaree – miasto w Stanach Zjednoczonych, w stanie Karolina Południowa, w hrabstwie Lexington.